# 竹村文宏
竹村文宏（たけむら ふみひろ、1946年8月 - ）は、日本の法学者。徳島文理大学総合政策学部教授。関西学院大学法学部政治学科卒業。

## 経歴
- 1969年 - 関西学院大学法学部政治学科卒業
- 1969年 - 阿波銀行入行
- 2000年 - 社団法人徳島ニュービジネス協議会常務理事･事務局長
- 2006年 - 徳島文理大学総合政策学部総合政策学科教授就任

## 学位
- 1969年 法学士（関西学院大学）

## 所属学会等
- 徳島県総合評価入札審査委員
- 徳島県生活衛生営業指導センター評議員
- 徳島ニュービジネス協議会参与
- 徳島ニュービジネス支援賞審査委員

## 公式サイト
- 徳島文理大学